# Hikaru no Go
Hikaru no Go (ヒカルの碁 lit. El go de Hikaru?) es un manga japonés escrito por Yumi Hotta e ilustrado por Takeshi Obata, cuyo motivo principal es el juego del go. La obra fue supervisada por Yukari Umezawa (5.º dan).
El primer episodio del manga apareció en el #2-3 de 1999 de la revista Shōnen Jump y en total fueron publicados 189 de ellos, terminando en el #22-23 del 2003, divididos en 23 volúmenes, además de 11 capítulos especiales. El anime está basado en el manga y cuenta con 75 episodios de media hora cada uno, además de un episodio especial de año nuevo. Tanto el manga como el anime han tenido un gran éxito y han conseguido poner de moda el Go. Cuenta con una película.

## Argumento
La historia comienza cuando Hikaru Shindō, un niño normal de Tokio, estudiante de primaria, encuentra en el desván de la casa de su abuelo un goban (tablero de jugar al Go) con manchas de sangre que sólo Hikaru puede ver. El descubrimiento viene seguido de la aparición del fantasma de Fujiwara no Sai, legendario maestro de Go de uno de los emperadores del Japón de la era Heian, quien desde ese momento acompañará constantemente a Hikaru, siendo este la única persona que puede verlo y hablar con él.
Sai fue traicionado por el segundo maestro imperial de Go, el cual engañó al emperador, convenciéndole de que Sai utilizaba trucos sucios en el juego, a raíz de lo cual este murió de pena. Pero su pasión por el Go era tan fuerte que su espíritu quedó aprisionado en el goban por mil años, en espera de alguien que pudiera verlo y recibir sus enseñanzas.
Al principio Hikaru no está muy interesado en el juego y se limita a complacer a Sai siguiendo sus instrucciones cada vez que tienen la oportunidad de jugar.
Todos se sorprenden de la inconcebible habilidad de Hikaru sobre el tablero (que en realidad proviene de la milenaria experiencia de Sai), pero a él no parece hacerle mucha impresión. La situación cambia radicalmente cuando Hikaru conoce a Akira Tōya, un joven y muy habilidoso de Go, quien con su actitud no sólo infunde en Hikaru el deseo de convertirse en jugador de Go, sino también el de llegar a ser uno de los mejores, mejor incluso que Akira.

## Efecto en la popularidad del Go
Hikaru no Go aumentó drásticamente la popularidad del Go en Japón y otros lugares del mundo, especialmente entre los jóvenes.
La jugadora de Go profesional Yukari Umezawa fue la consejera técnica del manga y lo promovió en nombre de la Nihon Ki-in. Al final de cada episodio tenía un pequeño espacio de 5 minutos en el que enseñaba a los niños cómo jugar. Yukari presentaba la mejor cara del Go profesional lo cual fue una de las razones que ayudaron a que se hiciese tan popular. El manga también ayudó a que fuese conocido en otros países donde no había tenido tradición, como Estados Unidos. Como resultado final los clubs de Go de los colegios e institutos japoneses se revitalizaron o fueron creados debido a la influencia del manga.

## Personajes
Nota: Los nombres están en orden occidental (el nombre antes del apellido) excepto para Fujiwara no Sai).
- Hikaru Shindō (進藤 ヒカル, Shindō Hikaru): el protagonista.
- Fujiwara no Sai (藤原佐為): un espíritu que no puede parar de jugar al go, mentor de Hikaru. Sai quiere alcanzar la jugada divina. En el pasado, ha poseído a Honinbō Shūsaku convirtiéndolo en el mejor jugador de go de todos los tiempos.
- Akari Fujisaki (藤崎 あかり, Fujisaki Akari): compañera de colegio de Hikaru. Empieza a aprender a jugar al go cuando Hikaru muestra interés y después se une al club de go del instituto Haze. Durante el anime como manga se muestra cierto interés en Hikaru.
- Akira Tōya (塔矢 アキラ, Tōya Akira): el rival por excelencia de Hikaru, estudiante del instituto Kaiō. Akira ya era un jugador muy bueno cuando Hikaru comenzó a jugar. Desde su primera partida juntos, Akira se ha obsesionado con descubrir el secreto que se esconde tras esa fuerza.
- Yūki Mitani (三谷 祐輝, Mitani Yūki): un jugador del club de go del instituto Haze conocido por su mal hábito de hacer trampas.
- Tetsuo Kaga (加賀 鉄男, Kaga Tetsuo): presidente del club de shōgi del instituto Haze. Odia el go porque su padre le presionaba a jugar y porque Akira nunca lo vio como un rival, prefiere el shogi aunque juega de vez en cuando para mantener sus habilidades.
- Kimihiro Tsutsui (筒井 公宏, Tsutsui Kimihiro): un cerebrito que se apoya para jugar en un libro de estrategias. Kimihiro es el fundador del club de go del instituto Haze.
- Tōya Meijin (塔矢 名人, Tōya Meijin): el padre de Akira, su nombre real es Koyo Toya (塔矢 行洋 Tōya Kōyō), Meijin es un título que recibió por derrotar a los mejores jugadores de Go del Japón.

## Música
Temas de Apertura (openings).
- Episodios 1 al 30: "Get Over" por Dream.
- Episodios 31 al 60: "I'll be the one" por HAL.
- Episodios 61 al 75: "Fantasy" por Nana Katase.

Temas de cierre (endings)
- Episodios 1 al 12: "Bokura no Bōken" por Kids Alive.
- Episodios 13 al 30: "Hitomi no Chikara" por Mizuki Arisa.
- Episodios 31 al 46: "Sincerely ~ever drean~" por 'Dream.
- Episodios 47 al 63: "Days" por Shela.
- Episodios 64 al 74: "Music is My Thing" por Dream.
- Episodio 75: "Get Over ~Special Mix~" por Dream.

Banda sonora
- Hikaru no Go Original Soundtrack, compuesta por Wakakusa Kei. Tiene dos partes:

1. Get Over
2. Korekara. ("From here.")
3. Atatakai Hi ("Warm day")
4. Yuruyakana Hadou ("Lenient Surge")
5. Utsuriyuku Kisetsu ("Changing of Seasons")
6. Harukanaru Koku wo Koete ("Across a Distant Time")
7. Majiwaru Michi ("Intersecting Paths")
8. Unmei no Taidou ("Move of Destiny")
9. Mayo Hashi ("Astray")
10. Tomo ("Friend")
11. Tomodoi ("Together")
12. Setsuna ("In that Instant")
13. Michibiki ("Guidance")
14. Kami no Itte ("Move of God")
15. Kiwami ("Extreme")
16. Takaki Kabe ("High Wall") (excerpt del Réquiem de Antonín Dvořák)
17. Shizukana Jounetsu ("Silent Passion")
18. Omoi, afurete ("Memories, overflow")
19. Kokoro ("Spirit")
20. Taikyoku ("Match")
21. Hirogaru Uchuu ("Reach to the Universe")
22. Kono Itte ni subete wo ("With this one move")
23. Shukuteki ("Archrival")
24. Saizen no Itte ("The very best move")
25. Mae wo Mukaite ("Facing Forward")
26. ORE mo... ("Me to...")
27. Sukoshizutsu, Sukoshizutsu ("A little at a time")
28. Harukanaru Takami e ("To the High Place Faraway")
29. BOKURA no Bouken <tv-size> ("Our Adventure")

1. Prologue Kyo wo Kateni
2. I'll Be The One
3. Kunpu
4. Imayori Takai Tokoro E!!
5. Hikaru
6. Sai!!
7. Atatakai Manazashi
8. Shien
9. Takaburu Omoi
10. Shizukanaru Toushi
11. Ima, Shoubu No Toki Wo Mukae
12. Banjou No Kakehiki
13. Takami
14. Kamigami No Ryouiki
15. Hitotsu No Kessoku
16. Hitominochikara
17. Unmei No Ashioto
18. Yureru Kokoro
19. Nagori
20. Toki No Hazamade
21. Eigou
22. Sayonara, Hikaru
23. Kokoroni Furu Ame
24. Kakera
25. Kizuna
26. Mezame
27. Maketakunai
28. Itsumo Soba Ni Iru
29. Sincerely - Ever Dream
30. 30-Epilogue Asu Wo Tsumuideki